# Komplementar
En komplementar er den eller de personer, der hæfter ubegrænset og solidarisk i et kommanditselskab, modsat den eller de kommanditister, der hæfter begrænset med deres indskud. Komplementaren skal ikke nødvendigvis være en fysisk person, men kan også udgøres af en juridisk person. Derved kan der altså indsættes f.eks. et anpartsselskab eller aktieselskab som komplementar i et kommanditselskab.